# Балезин, Валерий Викторович
Вале́рий Ви́кторович Балезин (14 июня 1953, Минусинск, Красноярский край) — советский и российский альпинист и скалолаз, Мастер спорта СССР международного класса по скалолазанию (1982) и альпинизму (1988), инструктор первой категории (уд. № 78), тренер высшей квалификационной категории, тренер сборной Красноярского края по альпинизму (совместно с Николаем Захаровым), регионального центра спортивной подготовки «Академия зимних видов спорта».
За свою спортивную карьеру В. Балезин шестнадцать раз завоёвывал титул сильнейшего спортсмена на чемпионатах СССР по скалолазанию, завоевал 20 золотых медалей на международных соревнованиях по этому виду спорта, восемь раз становился победителем чемпионатов страны по альпинизму (4 раза СССР и 4 раза России), и пять раз серебряным призёром. Прошёл более 60 маршрутов высшей категории сложности, за свою тренерскую карьеру воспитал более тридцати спортсменов — Мастеров спорта России.

## Биография
Родился 14 июня 1953 года в городе Минусинске Красноярского края в семье метеорологов. В 1966 году (по словам самого Валерия, в пятом или шестом классе) семья переехала в Красноярск. После окончания средней школы поступил в Красноярский политехнический институт, во время обучения в котором с самого начала начал заниматься скалолазанием — вначале в институтской секции под наставничеством Владимира Тронина, а через год в добровольном спортивном обществе (ДСО) «Водник» у Владимира Григорьевича Путинцева, под руководством которого тренировался и выступал в течение последующих двадцати лет.
После окончания института в 1976 году в течение трёх лет работал по распределению на Красноярском телевизорном заводе, а в 1979 году стал тренером по скалолазанию в спортивной школе при ДСО «Водник».
В 1974 году на чемпионате СССР занял в индивидуальном лазании 3-место и выполнил норму Мастера спорта СССР.
В 1977 году Валерий стал победителем своих первых международных соревнований по спортивному скалолазанию, проводившихся в Чехословакии. В 1978 году выиграл крупнейшие на то время в мире международные соревнования (по сути это был не официальный чемпионат мира), которые проходили в Крыму. Эти соревнования проходили раз в два года по четным годам, Валерий пять раз подряд с 1978 по 1986 года становился чемпионом этих соревнований. Всего на международных соревнованиях он завоевал 20 золотых медалей. В 1979 году стал победителем чемпионата СССР, завоевав сразу три золотые медали, и вплоть до 1989 года с небольшими перерывами, сохранял за собой первенство в этой спортивной дисциплине. В 1982-м стал первым в СССР спортсменом по спортивному скалолазанию, выполнившим норматив на звание Мастера спорта СССР международного класса, победив на крупных международных соревнованиях в Крыму.
Кроме этого, за свою спортивную карьеру Валерий завоевал 24 золотые медали на крупных всесоюзных соревнованиях по скалолазанию на приз Е. Агалакова, 15 раз становился чемпионом России по скалолазанию.
14 лет подряд входил в сборную команду СССР, из них 10 лет был первым номером в рейтинге сильнейших скалолазов СССР.
Кроме скалолазания, Валерий занимался ещё и альпинизмом. В 1980 году Балезин выполнил норматив Мастера спорта СССР по альпинизму, пройдя за один сезон 12 альпинистских маршрутов 5Б категории сложности (в двойке), что стало рекордом своего времени.
В 1983 году команда Балезина (Ю. Сапожников (тренер), С. Баякин (капитан), А. Богачев, В. Богомаз, Н. Захаров и С. Ченцов) за серию восхождений на Кавказе первый раз стала чемпионом СССР, затем ещё становились чемпионами СССР в 1985, 1986, 1987 годах. В 1988 году Валерий получил звание МСМК СССР по альпинизму.
С 1996 года является тренером сборной Красноярского края по альпинизму (совместно с Николаем Захаровым), а также регионального центра спортивной подготовки «Академия зимних видов спорта». Под его руководством красноярские спортсмены становились неоднократными чемпионами и призёрами чемпионатов России по альпинизму в различных классах.
В течение последних лет регулярно участвует на международном чемпионате и чемпионате России среди ветеранов альпинизма и скалолазания, проводившемся в Судаке, где 5 раз подряд становится чемпионом среди спортсменов из России и зарубежных стран.

## Краткий перечень восхождений

### Первопрохождения в качестве руководителя
- 1991 Свободная Корея (северная стена, 5Б)
- 1994 Свободная Корея (центр СЗ стены 5Б), Пик Корона (5-я башня), центр ЮЗ стены 6А
- 1997 пик Звездный (Ергаки) СВ стена 5Б[7]
- 1998 п. Звездный, западная стена 5Б. п. Восточный по Столбу С ст. 5Б.
- 1999 п. Динозавр по СЗ стена 5Б, Зуб Дракона — по центру Южной стены 5Б. п. Восточный по центру Сст. 6А
- 2000 Свободная Корея — правее левого контрфорса С стены 5Б
- 2001 п. Царский Трон СЗ стене 6А, п. Звездный — северо-восточная стена и бастион СЗ гребня 5Б, Зуб Дракона Ю ст. Ц. башни 5Б. П Восточный 1-е ребро С стены 3Б, 2-е ребро С стены 4Б
- 2002 п. Орёл по северной стене 5Б

### В качестве тренера
- 1998 Ергаки, п. Звёздный, второе место на чемпионате России в классе зимних восхождений.
- 2000 Свободная Корея, второе место на чемпионате России в классе зимних восхождений.
- 2001 Кодар, пик Царский трон, 1 место на чемпионате России в классе зимних восхождений[8], Ергаки — очный Чемпионат России в классе скальных восхождений — 1-е и 2-е место
- 2002 Норвегия, Стена Троллей — 1 место на чемпионате России в классе зимних восхождений, 2 место в номинации «Золотой эдельвейс»[9], Кавказ, Ерыдаг — 2 место в очном классе.
- 2003 Кодар, пик Царский трон, 3 место на чемпионате России в классе зимних восхождений, Тянь-Шань, пик Победы, 2 место на чемпионате России в классе высотных восхождений, Кавказ, м. Ак-Кая, 1 место на чемпионате России в скальном очном классе.
- 2004 Памиро-Алай, Аксу, 1 место в чемпионате России в техническом классе, Западные Саяны, Ергаки, 1 и 2 место на чемпионате России в очном скальном классе, Китайский Памир, п. Конгур (7719), 2-е прохождение.
- 2005 Кодар, п. Красноярский край (2824), 3 место в чемпионате России в классе технических восхождений, Кавказ, Ерыдаг, 1 место на чемпионате России в очном скальном классе, Тянь-Шань, Хан-Тенгри, 3 место на чемпионате России в классе высотных восхождений, Памиро-Алай, Жёлтая Стена, 2 место на чемпионате России в высотно-техническом классе.
- 2006 Альпы, Эйгер — 2 место на чемпионате России в техническом классе, Гранд-Жорас — 3 место на чемпионате России в техническом классе, Маттерхорн, Тянь-Шань, п. Погребецкого (З) — 1 место на чемпионате России в высотно-техническом классе.
- 2007 Памиро-Алай, Аксу — 1 место в чемпионате России в техническом классе[10], Каракорум, Большое Транго (ЮЗ), певопрохождение, июль, 2 место на чемпионате России в высотно-техническом классе, Каракорум, Большое Транго — 3 место на чемпионате России в высотно-техническом классе, Кавказ, Цей, 1 место на чемпионате России в очном скальном классе.
- 2008 Памиро-Алай, в. 4810, февраль, 2 место на чемпионате России в техническом классе, 1 место в номинации « Золотой ледоруб»[11], Кавказ, Узункол — 3 место на чемпионате России в очном скальном классе.
- 2009 Саяны, Ергаки, 1 и 2 место на чемпионате России среди женских команд в очном скальном классе.
- 2010 Памиро-Арай, п. Блока первопрохождение, 2е место на Чемпионате России вледово-снежном классе. Кавказ, Ерыдаг, 1 место на чемпионате России в техническом очном классе среди женских команд
- 2011 Кавквз, зимнее восхождение на в. Ушба 6А, 1 место в ледовом-снежном классе Чемпионата России. Памир-Алай, Камин Карор, очный Чемпионат России по альпинизму в техническом классе. 1 место мужчины и 1е, 2е место женщины. Карачаево-Черкесия Чемпионат России, класс скальный, мужчины 1 место, женщины 1 место.
- 2012 Памир-Алай, Камин Карор, очный Чемпионат России по альпинизму в техническом классе. 1 место женщины. Карачаево-Черкесия Чемпионат России, класс скальный, мужчины 1е и 3е место, женщины 1е, 2е, 3е место.